# Варнава (Ставровуниотис)
Митрополи́т Варна́ва Ставровунио́тис (греч. Μητροπολίτης Βαρνάβας Σταυροβουνιώτης; 10 января 1958, Лимассол) — епископ Кипрской православной церкви, митрополит Тримифунтский и проэдр Левкары.

## Биография
В 1980 году окончил богословский факультет Университета Аристотеля в Салониках.
В 1981 году был зачислен в братию монастыря Ставровуни.
В 1983 году принял великую схиму и в тот же год был рукоположён в диакона. Пресвитерская хиротония состоялась в 1985 году.
В январе 1999 года был одним из кандидатов на пост митрополита Лимассольского.
12 февраля 2007 года решением Священного Синода была учреждена самостоятельная Тимифунтская митрополия.
20 июля 2007 года был клиром и мирянами иеромонах Варнава избран митрополитом Тримифунтским.
Его архиерейская хиротония с возведением в сан митрополита состоялись на следующий день в церкви Благовещения Пресвятой Богородицы в Паллуриотиссе. В тот же день в храме Благовещения пресвятой Богородицы в Идалионе состоялось его интронизация.
В мае 2010 года был одним из пяти епископов Кипрской православной церкви, которые отказались встречать Папу Римского Бенедикта XVI во время его визита на Кипр.